# 1028

## Събития
- Кнут I става крал на Норвегия.